# Lee Jae-kwon
Đây là một tên người Triều Tiên, họ là Lee.
Lee Jae-kwon (sinh ngày 30 tháng 7 năm 1987) là một tiền vệ bóng đá Hàn Quốc thi đấu cho Busan IPark.

## Sự nghiệp câu lạc bộ
Lee, trải qua sự nghiệp trẻ tại Đại học Cao Ly, tham gia đợt tuyển quân K League 2010, và được lựa chọn bởi Incheon United FC mùa giải 2010. Ngay sau đó anh có màn ra mắt trong trận đấu đầu tiên của Incheon ở K League trước Chunnam Dragons. Được thay vào sớm từ đầu hiệp hai, trận đấu kết thúc với phần thắng 1–0 cho câu lạc bộ mới của anh. Một tháng sau, Lee ghi bàn thắng đầu tiên trong thất bại 1–2 của Incheon trước Ulsan Hyundai. Là cầu thủ ưu tiên ra sân của Incheon trong phần còn lại của năm 2010, Lee tiếp tục ở lại với câu lạc bộ trong mùa giải 2011.
Ngày 1 tháng 2 năm 2012, Lee gia nhập FC Seoul, trong một thương vụ hoán đổi chứng kiến Lee Kyu-ro đến Incheon.

## Thống kê sự nghiệp câu lạc bộ
Tính đến 3 tháng 12 năm 2017
| Thành tích câu lạc bộ | Thành tích câu lạc bộ | Thành tích câu lạc bộ | Giải vô địch | Giải vô địch | Cúp     | Cúp       | Cúp Liên đoàn | Cúp Liên đoàn | Khác     | Khác      | Tổng cộng | Tổng cộng |
| Mùa giải              | Câu lạc bộ            | Giải vô địch          | Số trận      | Bàn thắng    | Số trận | Bàn thắng | Số trận       | Bàn thắng     | Số trận  | Bàn thắng | Số trận   | Bàn thắng |
| Hàn Quốc              | Hàn Quốc              | Hàn Quốc              | Giải vô địch | Giải vô địch | Cúp KFA | Cúp KFA   | Cúp Liên đoàn | Cúp Liên đoàn | Play-off | Play-off  | Tổng cộng | Tổng cộng |
| --------------------- | --------------------- | --------------------- | ------------ | ------------ | ------- | --------- | ------------- | ------------- | -------- | --------- | --------- | --------- |
| 2010                  | Incheon United        | K League 1            | 27           | 1            | 0       | 0         | 3             | 0             | –        | –         | 30        | 1         |
| 2011                  | Incheon United        | K League 1            | 27           | 0            | 2       | 0         | 2             | 0             | –        | –         | 31        | 0         |
| 2012                  | FC Seoul              | K League 1            | 6            | 0            | 0       | 0         | –             | –             | –        | –         | 6         | 0         |
| 2013                  | FC Seoul              | K League 1            | 1            | 0            | 0       | 0         | –             | –             | 0        | 0         | 1         | 0         |
| 2014                  | Asan Mugunghwa        | K League 2            | 35           | 6            | 0       | 0         | –             | –             | 0        | 0         | 35        | 6         |
| 2015                  | Asan Mugunghwa        | K League 2            | 10           | 0            | 0       | 0         | –             | –             | 0        | 0         | 10        | 0         |
| 2016                  | Daegu FC              | K League 2            | 39           | 2            | 0       | 0         | –             | –             | 0        | 0         | 39        | 2         |
| 2017                  | Daegu FC              | K League 1            | 11           | 0            | 0       | 0         | –             | –             | 0        | 0         | 11        | 0         |
| 2017                  | Busan IPark           | K League 2            | 14           | 2            | 3       | 0         | –             | –             | 2        | 0         | 19        | 2         |
| Tổng cộng sự nghiệp   | Tổng cộng sự nghiệp   | Tổng cộng sự nghiệp   | 170          | 11           | 5       | 0         | 5             | 0             | 2        | 0         | 182       | 11        |